# معركة لوجدونوم
معركة لوجدونوم، والتي تسمى أيضًا معركة ليون، دارت رحاها في 19 فبراير 197 في لوجدونوم (ليون الحديثة، فرنسا)، بين جيوش الإمبراطور الروماني سيبتيموس سيفيروس والدعي الروماني كلوديوس ألبينوس. أدى انتصار سيفيروس في النهاية إلى ترسيخه كالإمبراطور الوحيد للإمبراطورية الرومانية بعد عام الأباطرة الخمسة وما تلاه مباشرة.
يقال أن هذه المعركة كانت الأكبر والأكثر قتالاً والأكثر دموية بين كل الاشتباكات بين القوات الرومانية.  وفقًا للمؤرخ الإنجليزي إدوارد جيبون، فإن المؤرخ الروماني كاسيوس ديو وضع العدد الإجمالي للجنود الرومان المشاركين من كلا الجانبين عند 150 ألفًا.  يذكر المؤرخ مايكل كوليكوفسكي أن سيفيروس قاد قوة أكبر بكثير مع فيالق مشتركة من داشيا ومقاطعات الدانوب.  يدعم المؤرخ أ. ج. جراهام عدد الجنود الذي ذكره جيبون والذي بلغ 150 ألف جندي إجمالاً، وليس الرقم الذي يُستشهد به أحيانًا والذي يبلغ 300 ألف جندي إجمالاً وبالتالي 150 ألف جندي على كل جانب، والذي يذكر أنه ترجمة خاطئة مقبولة على نطاق واسع للغة كاسيوس ديو الأصلية.  كما يقوم جراهام أيضًا بتحليل القوى المحتملة المتاحة لألبينوس ويذكر أن الأعداد على كل جانب ربما كانت متساوية تقريبًا. 

## خلفية
في أعقاب اغتيال الإمبراطور بيرتيناكس على يد الحرس البريتوري في 28 مارس 193 بعد حكم دام 3 أشهر فقط، بدأ الصراع على خلافة عرش الإمبراطورية الرومانية، مما أدى إلى عام الأباطرة الخمسة.  بعد مقتل بيرتيناكس، وعلى الرغم من فزع العامة ومظاهراتهم، باع الحرس البريتوري الإمبراطورية إلى أعلى مزايد، وهو ديديوس جوليانوس.  نادى الحشد الروماني المحبط باسم بيسكينيوس نيجر، حاكم سوريا الرومانية، الذي كان يسيطر على ثلاثة فيالق، ليأتي إلى روما لتولي السلطة.  عندما سمع بيسكينيوس نيجر خبر وفاة بيرتيناكس، أعلن نفسه إمبراطورًا وحصل على دعم 10 فيالق إجمالاً.  وفي هذه الأثناء، أُعلن سيبتيموس سيفيروس، حاكم بانونيا العليا، وقائد ثلاثة فيالق، إمبراطورًا من قبل فيالقه.  ووعد سيفيروس بالانتقام لمقتل بيرتيناكس، الذي كان يحظى باحترام كبير بين الجنود.  قبل أن يتوجه إلى روما للإطاحة بديديوس جوليانوس، عقد سيفيروس تحالفًا مع القائد القوي للفيالق الثلاثة والسبعين فوجًا مساعدًا في بريطانيا، كلوديوس ألبينوس  واعترف سيفيروس بألبينوس قيصرًا ووريثًا واضحًا لنفسه باعتباره أغسطس.  وافق ألبينوس على هذا الترتيب.  
سرعان ما حصل سيفيروس، الذي كان بالقرب من روما أكثر من بيسكينيوس نيجر، على دعم 16 فيلقًا غربيًا وتوجه إلى روما.  مع اقتراب سيفيروس من روما، بحلول نهاية مايو 193، فقد ديديوس جوليانوس كل الدعم وقتل في القصر على يد جندي في 2 يونيو 193.  ثم أعلن مجلس الشيوخ الروماني سيفيروس إمبراطورًا.   قبل أن يدخل سيفيروس المدينة، حل الحرس البريتوري واستبدلهم بجنوده.   بعد أقل من شهر، توجه سيفيروس لمواجهة بيسكينيوس نيجر.   هاجم القادة الموالون لسيفيروس على الفور قوات نيجر مما أدى إلى تقليصها.  وبعد ذلك بدأت المقاطعات والمدن الأخرى في المناطق الشرقية من الإمبراطورية في الانشقاق والانضمام إلى سيفيروس.  سافر سيفيروس إلى بيرينثوس حيث أعطى قيادة الحملة ضد نيجر إلى بوبليوس كورنيليوس أنولينوس الذي هزمت فيالقه قوات نيجر ودمرتها في معركة إسوس (194).  قُبض على نيجر وأعدم في أنطاكية.  بعد وصوله إلى أنطاكية وتوطيد موقفه، في عام 195، أجرى سيفيروس حملة ضد الممالك الصغيرة أوسروين وأديابين، وانتزع السيطرة على تلك المناطق من فرثية.  
حاول سيفيروس بعد ذلك تعزيز مكانته كأغسطس، من خلال وصف نفسه بأنه ابن ماركوس أوريليوس وشقيق كومودوس.  كما قام بتربية ابنه الصغير، باسيانوس، المعروف باسم كاراكالا، إلى رتبة قيصر وأعطاه اسم ماركوس أوريليوس أنطونيوس.  أدى هذا إلى كسر تحالف سيفيروس مع ألبينوس، مما شكل تهديدًا واضحًا لألبينوس والذي تصدى له بإعلان نفسه أغسطس.  أعلن مجلس الشيوخ الروماني ألبينوس عدوًا عامًا في 15 ديسمبر 195.  بحلول أوائل عام 196، نصب سيفيروس حليفه بوبليوس كورنيليوس أنولينوس حاكمًا حضريًا لروما في خطوة أخرى لتعزيز موقفه.  أصبح المسرح الآن مهيأً لحرب أهلية بين القوات التي جمعها سيفيروس وألبينوس، والتي بلغت ذروتها في النهاية في معركة لوجدونوم.

## التمرد والتحركات التمهيدية
في عام 196، وبعد تنصيبه من قبل قواته كإمبراطور، قام كلوديوس ألبينوس بأخذ 40 ألف رجل في ثلاثة فيالق من بريطانيا إلى بلاد الغال. وبعد أن جمع قوات إضافية، أقام مقره في لوجدونوم. وانضم إليه هناك لوسيوس نوفيوس روفوس، حاكم هيسبانيا تاراكونينسيس، وفيلق جيمينا السابع تحت قيادته. لكن سيفيروس كان لديه فيالق الدانوب والجرمان القوية إلى جانبه. لمحاولة تقليل هذه الميزة وربما الفوز بدعمهم، قام ألبينوس أولاً بشن هجوم ضد القوات الألمانية بقيادة فيريوس لوبوس، حاكم جرمانيا السفلى. هزمهم ألبينوس، ولكن ليس بشكل حاسم بما يكفي لتحدي ولائهم لسفيروس.  ثم فكر ألبينوس في غزو إيطاليا، لكن سيفيروس كان قد استعد لذلك من خلال تعزيز حاميات الممرات الألبية. ولأنه لم يكن راغباً في المخاطرة بالخسائر أو التأخير الذي قد يسببه ذلك، فتراجع ألبينوس عن قراره.
في شتاء عامي 196 و197، جمع سيفيروس قواته على طول نهر الدانوب وزحف إلى بلاد الغال، حيث وجد، لدهشته الكبيرة، أن قوات ألبينوس كانت بنفس قوة قواته تقريبًا. اشتبك الجيشان أولاً في تينورتيم (تورنوس)، حيث كان سيفيروس في وضع أفضل، لكنه لم يتمكن من تحقيق النصر الحاسم الذي كان بحاجة إليه.

## المعركة
تراجع جيش ألبينوس إلى لوجدونوم؛ وتبعه سيفيروس، وفي 19 فبراير 197، بدأت أخيرًا المعركة الضخمة والحاسمة في النهاية. التفاصيل الدقيقة غامضة مثل الأرقام الدقيقة المعنية. ومع ذلك، فإننا نعلم أن كلا الجانبين كانا متكافئين تقريبًا، وبالتالي كانت معركة دامية وطويلة الأمد استمرت لأكثر من يومين (وكان من النادر أن تستمر المعارك في هذا الوقت لأكثر من بضع ساعات). لقد تغيرت موازين القوى عدة مرات أثناء سير المعركة.
يبدو أن سيفيروس كان يتمتع بالتفوق في سلاح الفرسان، الأمر الذي حوّل المعركة لصالحه للمرة الأخيرة. سُحق جيش ألبينوس، منهكًا وملطخًا بالدماء.

## العواقب
يذكر المؤرخ مايكل كوليكوفسكي أن ألبينوس فر إلى لوجدونوم حيث انتحر.  أمر سيفيروس بتجريد جسد ألبينوس من ملابسه وقطع رأسه. داس على الجثة المقطوعة الرأس بحصانه أمام قواته المنتصرة. أرسل سيفيروس رأس ألبينوس إلى روما كتحذير.  أمر بإلقاء جسد ألبينوس وجثث زوجته وأبنائه في نهر الرون.  قُتل لوسيوس نوفيوس روفوس، الذي كان يدعم ألبينوس.  كما أعدم سيفيروس 29 من أعضاء مجلس الشيوخ الذين دعموا ألبينوس. 
وفي لوجدونوم نفسها، أعاد سيفيروس تصميم حرم العبادة الإمبراطورية للاحتفال بهيمنته وإذلال أنصار ألبينوس الإقليميين.  وفقًا لدنكان فيشويك، فإن الطقوس الإمبراطورية الإصلاحية في لوجدونوم تشبه تلك التي يجب أن يمارسها السيد من عبيده. 
في مرحلة ما بعد هذه المعركة، تم تقسيم مقاطعة بريطانيا إلى نصفين علوي وسفلي. كما ضعفت القوات الرومانية في بريطانيا بشكل كبير، مما أدى إلى غارات وانتفاضات وانسحاب روما من سور أنطونيوس جنوبًا إلى سور هادريان. وفي أثناء قمع إحدى هذه الانتفاضات، مات سيفيروس نفسه بالقرب من إبراكوم في 4 فبراير 211، قبل أسابيع فقط من الذكرى الرابعة عشرة لانتصاره في لوجدونوم. 

## ملحوظات
1. ↑  Taylor, Ira Donathan (2016). Roman Empire at War : A Compendium of Battles from 31 B.C. to A.D. 565 (بالإنجليزية). Barnsley, South Yorkshire: Pen et Sword Military. p. 137. ISBN:9781473869080.
2. ↑  Gibbon, Edward. The Decline and Fall of the Roman Empire. Volume 1. Chicago: Encyclopedia Britannica, Inc., 1952. Great books of the Western world, volume 40. 916867. pp. 48, 685. Citing Cassius Dio 1, Book lxxv, p. 1260.
3. ↑  Kulikowski 2016، صفحات 86–87.
4. ↑  Graham 1978، صفحة 628.
5. ↑  Graham 1978، صفحة 629.
6. ↑  Kulikowski 2016، صفحات 70-71, 76-77.
7. 1 2 3 4  Kulikowski 2016، صفحة 78.
8. 1 2 3 4 5  Kulikowski 2016، صفحة 79.
9. ↑  Gibbon, Edward. The Decline and Fall of the Roman Empire. Volume 1. Chicago: Encyclopedia Britannica, Inc., 1952. Great books of the Western world, volume 40. 916867OCLC 916867. pp. 48, 685. Citing Cassius Dio 1, Book lxxv, p. 1260.
10. 1 2  Kulikowski 2016، صفحة 80.
11. 1 2 3
12. 1 2  Kulikowski 2016، صفحة 81.
13. ↑  Kulikowski 2016، صفحات 82–83.
14. 1 2 3  Kulikowski 2016، صفحة 83.
15. ↑  Kulikowski 2016، صفحات 83–84.
16. ↑  Goldsworthy, Adrian. Pax Romana: War, Peace and Conquest in the Roman World. New Haven and London: Yale University Press, 2016. (ردمك 978-0-300-17882-1). p. 184.
17. 1 2 3  Kulikowski 2016، صفحة 85.
18. 1 2  Kulikowski 2016، صفحة 86.
19. ↑  Mennen 2011، صفحة 201.
20. 1 2 3 4  Kulikowski 2016، صفحة 87.
21. ↑  Sidebottom 2005، صفحة 326.
22. ↑  Fishwick 1973، صفحة 647.
23. ↑  Fishwick, Duncan The Imperial Cult in the Latin West: Studies in the Ruler Cult of the Western Provinces of the Roman Empire, Volume 3. Boston: Brill, 1992, 2002. (ردمك 978-90-04-09495-6). pp. 1, 199.
24. ↑  Kulikowski 2016، صفحة 97.

## روابط خارجية
- رواية الأباطرة الرومان عن حياة سيفيروس